# Canute Curtis
Canute J. Curtis (Amityville, 4 de agosto de 197) es un exjugador estadounidense de fútbol americano que ocupaba la posición de linebacker en la Liga Nacional de Fútbol (del inglés: National Football League). Además, jugó fútbol americano universitario en la Universidad de West Virginia, siendo reclutado por los Cincinnati Bengals en el Draft de la NFL de 1997.

## Estadísticas en temporada regular
|              |      |    |            |        |     |  |     |           | Sacks y Tackles | Sacks y Tackles | Sacks y Tackles |
| Rk           | Año  | #  | Fecha      | Edad   | Tm  |  | Op  | Resultado | Sk              | Tkl             | Ast             |
| ------------ | ---- | -- | ---------- | ------ | --- |  | --- | --------- | --------------- | --------------- | --------------- |
| 1            | 1999 | 2  | 19-09-1999 | 25-046 | CIN |  | SDG | P 7-34    | 1.0             | 0               | 0               |
|              |      |    |            |        |     |  |     |           | Sacks y Tackles |                 |                 |
| Rk           | Año  | #  | Fecha      | Edad   | Tm  |  | Op  | Resultado | Sk              | Tkl             | Ast             |
| 2            | 2000 | 7  | 22-10-2000 | 26-079 | CIN |  | DEN | G 31-21   | 1.0             | 0               | 0               |
| 3            | 2000 | 12 | 26-11-2000 | 26-114 | CIN |  | PIT | P 28-48   | 1.0             | 0               | 0               |
|              |      |    | 3 juegos   |        |     |  |     |           | 3.0             | 0               | 0               |
| Notas: 1. 2. |      |    |            |        |     |  |     |           |                 |                 |                 |

Notas